# Badari
Badari (em árabe: البداري‎) é um distrito de Assiute, no Alto Egito, situado na margem esquerda do rio Nilo perto da atual Assiute, onde se descobriu vários sítios arqueológicos do Neolítico e Calcolítico. Ali há assentamentos e cemitérios pré-dinásticos acima da planície de inundação, atribuídos à Cultura de Badari (4400–4000 a.C.) que existiu no Alto Egito e Deserto Oriental. A maior parte das pesquisas na região foram feitas por Guy Brunton nos anos 20 e início dos 30, que escavou mais de 100 sítios, e Gertrude Caton Thompson, que escavou num sítio chamado Hamamia em 1924-1925.
Segundo Guy Brunton, Badari compreende 16 quilômetros de extensão do deserto entre Anteópolis (atual Cau Alquibir) e Naga Uissa; depois se incluiu nessa zona os setores de Mostagueda e Matmar, mais tarde escavados por ele, redefinindo Badari como a área entre dois grandes uádis, Uádi Assiuti e Cau Bei, com extensão aproximada de 60 quilômetros.